# Bebé (football)
Pour les articles homonymes, voir Bébé.
Tiago Manuel Dias Correia dit Bebé, né le 12 juillet 1990 à Agualva-Cacém, est un footballeur international capverdien qui évolue au poste d'attaquant.

## Biographie

### En club
Né de parents cap-verdiens, Bebé passe une enfance difficile dans l'orphelinat Casa do Gaiato de Loures.
Joueur à la carrière atypique, il passe une partie de sa vie dans la rue. De nombreuses rumeurs ont fait état de sa participation au Mondial des sans-abri, pourtant, ce ne fut pas le cas : Bebé fut juste pré-sélectionné mais n'a jamais participé.
Après avoir joué pour l'Estrela Amadora qui le laisse libre à la suite d'un défaut de paiement, il signe en 2010 au Vitória Sport Clube pour 5 saisons. Néanmoins, avant même d'avoir joué officiellement pour ce club, il est repéré par Carlos Queiroz qui le recommande à Manchester United. Il avait en effet fait sensation en inscrivant 5 buts en matchs de préparation.
Bebé signe un contrat de cinq ans en faveur de Manchester pour 8,5 millions d'euros de frais de transferts. Il aurait également été suivi par le Real Madrid.
Le 2 novembre 2010, il inscrit son premier but en Ligue des Champions, contre les Turcs de Bursaspor (3-0), sur une passe de Paul Scholes.
N'ayant disputé que 7 matches (pour 2 buts) pour les Red Devils, il est prêté (avec clause de 2 millions de livres en cas d'achat définitif) en juin 2011 au club turc de Beşiktaş. Mais il se blesse gravement au genou en sélection Espoir et est out durant 6 mois. Il fait son retour sur le terrain le 6 mars 2012 face à İstanbul Belediyesi Spor (2-2). En avril 2012, il est écarté du groupe professionnel après être sorti en discothèque sans l'accord de ses dirigeants.
De retour à Manchester, il réalise la pré-saison avec les Red Devils mais ne joue aucun match avec l'équipe première jusqu'à la trêve.
Le 27 décembre 2012, il est prêté au Rio Ave par Manchester United. Le 9 janvier 2013, il dispute son premier match avec les verts et blanc en Coupe de la Ligue et marque le seul but de la rencontre face au Maritimo. Durant la dernière partie de la saison, il joue 13 matches pour 2 buts seulement. Début septembre 2013, il est prêté au Paços de Ferreira. Après ce prêt réussi, Bebé rejoint le Benfica Lisbonne pour 3 millions d'euros et un contrat de 4 saisons.

### En sélection nationale

#### Avec le Portugal
Bébé est international des moins de 19 ans avant d'être appelé en août 2010 en équipe du Portugal des moins de 21 ans. le 4 septembre, il  fait ses débuts avec cette équipe face aux Anglais (0-1) match de qualification pour le Championnat d'Europe espoirs 2011. Le 9 août 2011, il se blesse gravement à un genou (ligaments croisés) avec ces mêmes Espoirs lors d'une rencontre amicale face à la Slovaquie ce qui l'éloigne des terrains pendant 6 mois.

#### Avec le Cap-Vert
En décembre 2023, il est retenu dans la liste des vingt-sept joueurs cap-verdiens sélectionnés par Bubista pour disputer la Coupe d'Afrique des nations 2023.